# Esko Rautionaho
Esko Rautionaho (né le 23 septembre 1950 à Rovaniemi) est un ancien sauteur à ski finlandais.

## Palmarès

### Jeux olympiques
| Épreuve / Édition | Sapporo 1972 | Innsbruck 1976 |
| Petit Tremplin    | 45e          | 11e            |
| Grand Tremplin    | 9e           | 12e            |

### Coupe du Monde
- Meilleur classement final: 92e en 1980.
- Meilleur résultat: 13e.